# Прист Појнт (Вашингтон)
Прист Појнт (енгл. Priest Point) град је у америчкој савезној држави Вашингтон.

## Демографија
По попису из 2000. године број становника је 779.
| Група             | 2000.       | 2010.    |
| Белци             | 634 (81,4%) | 0 (0,0%) |
| Афроамериканци    | 5 (0,6%)    | 0 (0,0%) |
| Азијати           | 6 (0,8%)    | 0 (0,0%) |
| Хиспаноамериканци | 13 (1,7%)   | 0 (0,0%) |
| Укупно            | 779         | 0        |